# Скайлер (округ, Міссурі)
Шаблон:StateAbbr_ 40°28′ пн. ш. 92°31′ зх. д. / 40.47° пн. ш. 92.52° зх. д.
Округ  Скайлер (англ. Schuyler County) — округ (графство) у штаті Міссурі, США. Ідентифікатор округу 29197.

## Історія
Округ утворений 1845 року.

## Демографія
За даними перепису 
2000 року 
загальне населення округу становило 4170 осіб, усе сільське.
Серед мешканців округу чоловіків було 2010, а жінок — 2160. В окрузі було 1725 домогосподарств, 1193 родин, які мешкали в 2027 будинках.
Середній розмір родини становив 2,9.
Віковий розподіл населення поданий у таблиці:
| Стать    | До 15 років | 15-21 | 22-29 | 30-39 | 40-49 | 50-65 | 65-85 | Понад 85 |
| -------- | ----------- | ----- | ----- | ----- | ----- | ----- | ----- | -------- |
| Чоловіки | 419         | 183   | 159   | 246   | 304   | 357   | 307   | 35       |
| Жінки    | 419         | 182   | 154   | 266   | 291   | 364   | 390   | 94       |

## Суміжні округи
- Девіс, Айова — північний схід
- Скотланд — схід
- Адер — південь
- Патнем — захід
- Аппанус, Айова — північний захід

## Виноски
1. ↑  U.S. Decennial Census. United States Census Bureau. Процитовано 20 листопада 2014.
2. ↑  Historical Census Browser. University of Virginia Library. Архів оригіналу за 30 травня 2019. Процитовано 20 листопада 2014.
3. ↑  Population of Counties by Decennial Census: 1900 to 1990. United States Census Bureau. Процитовано 20 листопада 2014.
4. ↑  Census 2000 PHC-T-4. Ranking Tables for Counties: 1990 and 2000 (PDF). United States Census Bureau. Процитовано 20 листопада 2014.
5. ↑  State & County QuickFacts. United States Census Bureau. Архів оригіналу за 13 серпня 2011. Процитовано 14 вересня 2013. [Архівовано 2011-08-13 у Wayback Machine.](англ.) Наведено за англійською вікіпедією.
6. ↑  American FactFinder. Бюро перепису населення США. Архів оригіналу за 26 лютого 2012. Процитовано 31 січня 2008. [Архівовано 2008-05-21 у Wayback Machine.]

| США | Це незавершена стаття з географії США. Ви можете допомогти проєкту, виправивши або дописавши її. |